# Milroy (Pennsilvània)
Milroy és una concentració de població designada pel cens dels Estats Units a l'estat de Pennsilvània. Segons el cens del 2000 tenia 1.386 habitants.

## Demografia
Segons el cens del 2000, Milroy tenia 1.386 habitants, 582 habitatges, i 388 famílies. La densitat de població era de 798,7 habitants/km².
Dels 582 habitatges en un 31,3% hi vivien nens de menys de 18 anys, en un 52,4% hi vivien parelles casades, en un 9,6% dones solteres, i en un 33,3% no eren unitats familiars. En el 29,7% dels habitatges hi vivien persones soles el 15,6% de les quals corresponia a persones de 65 anys o més que vivien soles. El nombre mitjà de persones vivint en cada habitatge era de 2,38 i el nombre mitjà de persones que vivien en cada família era de 2,95.
Per edats la població es repartia de la següent manera: un 24% tenia menys de 18 anys, un 6,3% entre 18 i 24, un 29,1% entre 25 i 44, un 22,8% de 45 a 60 i un 17,7% 65 anys o més.
L'edat mediana era de 38 anys. Per cada 100 dones de 18 o més anys hi havia 90,6 homes.
La renda mediana per habitatge era de 33.529 $ i la renda mediana per família de 42.880 $. Els homes tenien una renda mediana de 30.331 $ mentre que les dones 19.167 $. La renda per capita de la població era de 14.136 $. Entorn del 4,9% de les famílies i el 12,1% de la població estaven per davall del llindar de pobresa.

## Poblacions més properes
El següent diagrama mostra les poblacions més properes.